# 忘不了現在的你
《忘不了現在的你》（日语：今のキミを忘れない）是日本男歌手NAOTO INTI RAYMI的第4張單曲，於2011年2月16日由Universal Sigma發行。

## 概要
單曲距離前作發行相隔約5個月，為NAOTO INTI RAYMI在2011年發行的第1張單曲。
《忘不了現在的你》是Sony Ericsson Cyber-shot手機 S006的廣告歌曲，其中廣告有北川景子參與演出的。NAOTO作這首歌時，是將從導演取得的北川景子的照片放在鋼琴的譜架上作曲的。

## 歌曲列表
| CD   | CD                        | CD   |
| 曲序 | 曲目                      | 时长 |
| ---- | ------------------------- | ---- |
| 1.   | 忘不了現在的你            | 4:26 |
| 2.   | HACHA★MECHA               | 3:25 |
| 3.   | 忘不了現在的你（KARAOKE） |      |
| 4.   | HACHA★MECHA（KARAOKE）    |      |

## 外部連結
- UNIVERSAL MUSIC JAPAN（日語）